# Estágio (astronáutica)

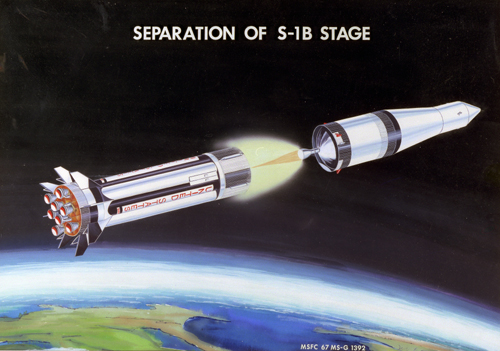
Separação de um dos estágios de um foguete.

Um Estágio — em astronáutica, se refere a cada uma das partes de um lançador espacial (normalmente chamado foguete espacial) que se separa do conjunto durante o transcorrer do voo.
Cada um desses estágios, carrega o seu próprio combustível (sólido ou líquido) e motor (um ou mais), além de instrumentos (e eventualmente pequenos motores) de controle de atitude em voo.

## Motivação
Existem razões pelas quais os projetistas preferem lidar com diferentes tamanhos de motores, vários tanques de combustível separados e sistemas de separação complexos, ao invés de simplesmente projetar um único foguete enorme, com todo o combustível e equipamento necessário para executar a tarefa de uma única 
vez.
Isto acontece porque um foguete precisa elevar não só a carga útil (satélite, sonda, etc.) mas também o combustível, a estrutura de suporte para os tanques, motores ou bocais de exaustão.
Portanto, as principais razões para o uso de estágios em foguetes são:
- Para melhorar a performance geral, eliminando o "peso morto" durante o voo na fase de combustão.
- Para manter a aceleração dentro dos limites necessários mesmo com a redução do empuxo ao longo do voo.

Durante a fase final de combustão, os tanques de combustível vazios e os motores de um estágio, são meramente, "peso morto", podendo assim ser descartados para reduzir o peso total sendo carregado pelos demais estágios. A medida que o voo transcorre e os primeiros estágios são eliminados, o enorme empuxo
inicial, usado para tirar o foguete do chão, se torna desnecessário. Sendo assim, os estágios superiores podem ser equipados com menos combustível e motores menos potentes, tornando os estágios superiores mais leves que o primeiro.

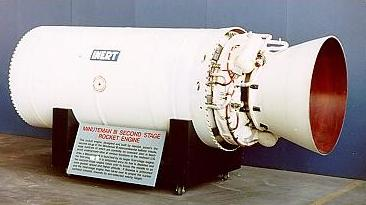
O segundo estágio de um foguete Minuteman III.

## História e Desenvolvimento
Uma ilustração e descrição chinesa no tratado Huolongjing escrito por Jiao Yu no século XIV, são o primeiro registro conhecido de um foguete composto por mais de um estágio. Era o "dragão de fogo vindo da água" (火龙出水, huo long chu shui), usado pela marinha 
Chinesa.
Este era um foguete de dois estágios, que fazia uso de foguetes auxiliares, que quando encerravam a sua combustão, automaticamente iniciavam a ignição de um grupo menor de foguetes que eram disparados de uma espécie de tubo, em cuja parte frontal havia uma escultura de cabeça de dragão com a boca aberta, daí o seu nome. Este foguete pode ser considerado o ancestral do  Míssil antinavio (ASCM): YingJi-62.
O historiador Joseph Needham, afirma que a ilustração e descrição desse foguete aparece na primeira versão do tratado Huolongjing aproximadamente datado entre 1300 e 1350 AD (parte 1, capítulo 3, página 23).
Na Europa, os experimentos mais antigos envolvendo foguetes com mais de um estágio, foram feitos em 1551, pelo austríaco Conrad Haas (1509–1576), o mestre de arsenal da cidade de Hermannstadt, Transilvânia (hoje em dia Sibiu/Hermannstadt, na Romênia). Esses conceitos foram mais tarde desenvolvidos de forma independente por, no mínimo, quatro cientistas:
- O lituano, Kazimierz Siemienowicz (1600–1651)
- O russo, Konstantin Tsiolkovsky (1857–1935)
- O norte-americano, Robert Goddard (1882–1945)
- O alemão, Hermann Oberth (1894–1989), nascido em Hermannstadt, Transilvânia

Em 1947 Mikhail Tikhonravov desenvolveu a teoria de estágios paralelos, ou em "penca". Nesse esquema, três estágios em paralelo são disparados na decolagem, mas os três motores consomem o combustível armazenado nos estágios laterais, até que eles estejam vazios e possam ser descartados, passando o motor do estágio
central a consumir o seu próprio combustível. Esse sistema é mais eficiente que os estágios sequenciais, porque o motor do estágio central nunca é apenas "peso morto".
Em 1951 Dmitry Okhotsimsky, conduziu um estudo de engenharia pioneiro, envolvendo a combinação de estágios de foguetes paralelos e sequenciais, com e sem o bombeamento de combustível entre os estágios. O desenho do foguete R-7 Semyorka, surgiu desse estudo.  
Os três motores do primeiro estágio dos foguetes Atlas I e Atlas II, distribuídos em linha, usam a fórmula de estágios paralelos de uma forma semelhante: os dois motores mais externos, eram usados para aumentar o empuxo total na decolagem, e assim que o foguete atingia uma determinada velocidade, eles eram descartados juntamente com parte da sua estrutura de sustentação, diminuído o peso total e assim, permitindo que o único motor restante conduzisse sua carga até a órbita desejada. 